# NGC 1919
NGC 1919 (również ESO 85-SC73) – gromada otwarta powiązana z mgławicą emisyjną, znajdująca się w gwiazdozbiorze Złotej Ryby, w Wielkim Obłoku Magellana. Odkrył ją John Herschel 3 stycznia 1837 roku.